# Carex insaniae
Espèce
Classification phylogénétique
Carex insaniae est une espèce des plantes du genre Carex et de la famille des Cyperaceae.